# Boulevard de l'Est
Cet article concerne un boulevard de Liège. Pour le boulevard du Raincy, voir Boulevard de l'Est (Le Raincy).
Le boulevard de l'Est est une artère de Liège en Belgique (région wallonne). 

## Situation et accès
Située dans le quartier d'Outremeuse, cette voie plate et rectiligne d'une longueur d'environ 110 m et d'une largeur d'environ 35 m occupe le côté ouest de la place de l'Yser, place triangulaire bordée aussi par les rues Ernest de Bavière et Henri de Dinant. Les bandes de circulation automobile sont séparées par un îlot central arboré servant de parking.
Voiries adjacentes
- Place de l'Yser
- Rue Saint-Pholien
- Boulevard de la Constitution
- Rue Pont-Saint-Nicolas
- Chaussée des Prés

## Historique
À partir de 1872, le bief de Saucy, un bras de la Meuse traversant l'île d'Outremeuse en passant par les actuels boulevards Saucy, de l'Est et de la Constitution, commence à être comblé par mesure de salubrité. Le boulevard de l'Est est aménagé et ouvert entre 1876 et 1879. 

## Bâtiments remarquables et lieux de mémoire
Les quinze immeubles se trouvent du même côté du boulevard. Bien que de styles et de matériaux différents, ils forment un bel ensemble d'habitations érigées entre 1879 et 1930. Parmi ces immeubles, on peut citer :
- au no 4 : une maison de maître de style Art déco réalisée par l'architecte A. Lobet. Rez-de-chaussée en pierre de taille avec portes en ferronnerie de ce style. Premier étage principalement en pierre blanche sculptée de deux amphores d'où s'extraient des motifs végétaux entourant un oriel à base trapézoïdale.
- au no 5 : une maison de style éclectique construite en brique en 1907 par l'architecte J. Vaessen. Façade asymétrique.
- au no 16 : la maison Meyers (1908/1909) comprenant plusieurs éléments de style Art nouveau[2].

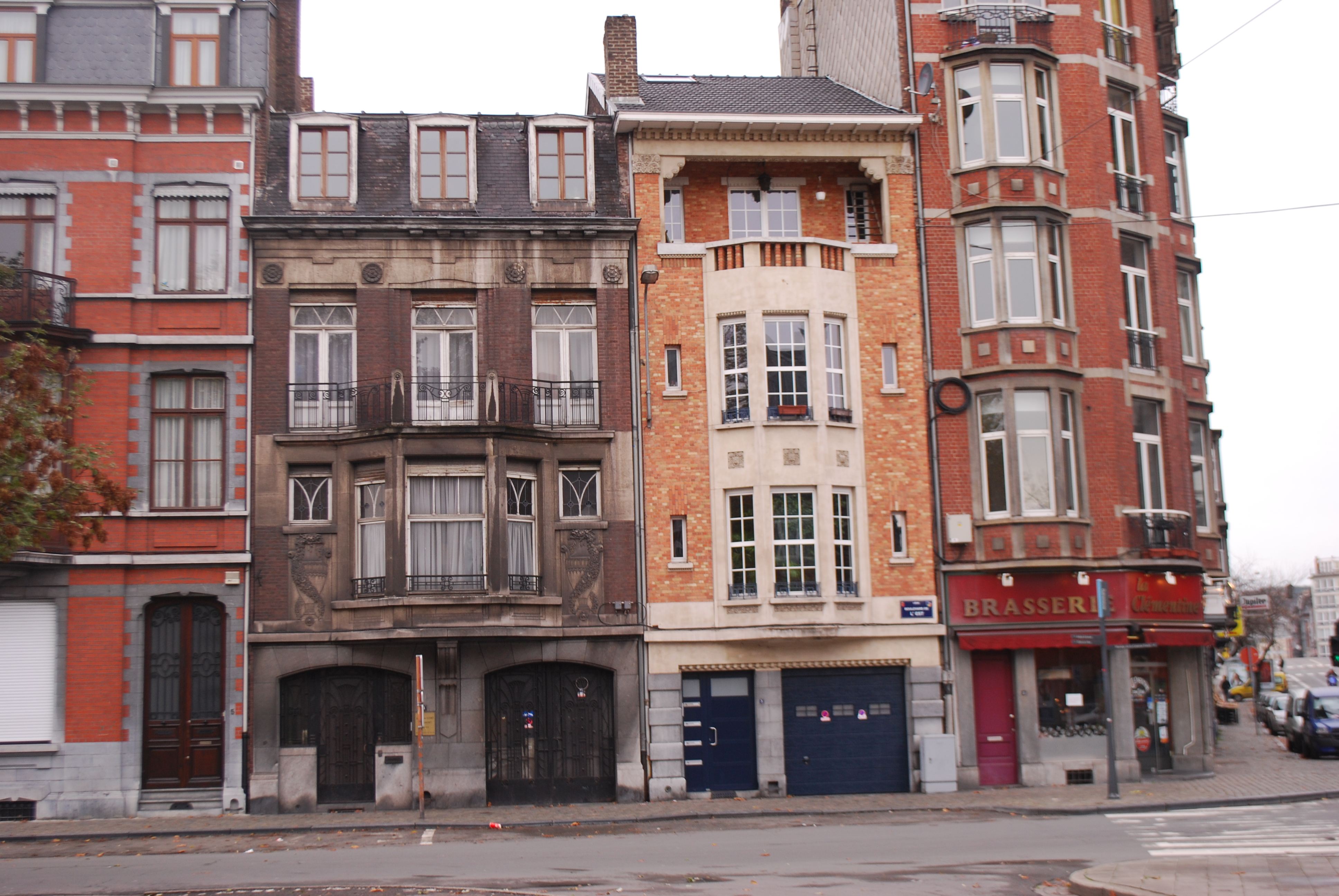
Boulevard de l'Est, de gauche à droite : nos 5, 4 et 3

### Source et lien externe
- Claude Warzée, « Outremeuse : le monument Tchantchès et un peu d’histoire du quartier », sur Histoires de Liège, 15 mai 2016 (consulté le 5 août 2023)